# Penicillifera purpurascens
Penicillifera purpurascens is een vlinder uit de familie van de echte spinners (Bombycidae). De wetenschappelijke naam van de soort is voor het eerst geldig gepubliceerd in 1976 door Jeremy Daniel Holloway.